# Sent Bard
Sent Bàrd (en francès Saint-Bard) és una comuna (municipi) de França, a la regió de la Nova Aquitània, departament de la Cruesa.
La seva població al cens de 1999 era de 101 habitants. Està integrada a la Communauté de communes du Haut Pays Marchois.

## Demografia
| 1968 | 1975 | 1982 | 1990 | 1999 |
| ---- | ---- | ---- | ---- | ---- |
| 142  | 133  | 114  | 117  | 101  |

## Administració
| Període | Identitat    | Partit |
| ------- | ------------ | ------ |
| 2001-   | Raymond Saby |        |